# Бояківський Омелян Васильович
Бояківський Омелян Васильович (18 серпня 1941 — 11 грудня 2021,
Милошевичі) — український науковець та нотаріус).

### Освіта
У 1969 році закінчив Юридичний факультет Львівського державного університету ім.І.Франка за спеціальністю "правознавство".

### Трудова діяльність
Трудову діяльність розпочав в 1958 році.
1967-1968 роки - судовий виконавець Залізничного районного народного суду м.Львова;
1968-1969 роки - нотаріус Третьої Львівської державної нотаріальної контори;
1969-1971 роки - ревізор по нотаріату Львівського обласного суду;
1971-1979 роки - консультант, старший консультант по нотаріату, адвокатурі та органів ЗАГСу відділу юстиції Львівського облвиконкому, старший нотаріус Першої Львівської державної нотаріальної контори, нотаріус Миколаївської державної нотаріальної контори;
1979 рік і по сьогодні - завідувач Першої Львівської державної нотаріальної контори, старший державний нотаріус.

### Громадська та наукова діяльність
1989 рік - делегат установчого з'їзду Спілки юристів СРСР, член Центральної ревізійної комісії Спілки юристів СРСР;
1991 рік - делегат Установчого з'їзду Спілки юристів України, член Ревізійної комісії  Республіканської ради Спілки юристів України
1992 рік - член робочої групи з підготовки проекту Закону України "Про нотаріат";
1999 рік - головний редактор інформаційного відділення Асоціації нотаріусів Львівщини;
2014 рік - голова відділення Нотаріальної палати України у Львівській області;
2018 рік - заступник голови відділення Нотаріальної палати України у Львівській області.

### Дивись також
- Нотаріат Галичини

1. ↑  Сучасний нотаріат України 2005. who-is-who.ua (українська) . 2005.
2. ↑  Відійшов у вічність завідувач Першої Львівської державної нотаріальної контори. Архів оригіналу за 17 грудня 2021. Процитовано 17 грудня 2021.
3. ↑  Пилипенко Ю.П. (2014). Заснування палати Львівщини. notarpalata.lviv.ua (українська) . Відділення Нотаріальної палати України в Львівській області. Архів оригіналу за 28 січня 2021.
4. ↑  Професіонал в сфері нотаріату (PDF). npu.ua (українська) . Нотаріальна палата України. 2018.